# アルファロメオ・GT
アルファロメオ・GTは、イタリアの自動車メーカーアルファロメオが2003年から2010年まで製造、販売していたクーペ型の自動車である。

## 概要
2003年3月のジュネーブ・モーターショーで発表。2ドア+ハッチゲートを持つ車体のデザインはベルトーネによるもの。
開発当初、アルファロメオのラインナップにはミドルクラスの2ドアクーペとしてすでにGTVが存在していたため、新規設計車として開発することは避けられることとなり、147や156の部品を用して作られた。
プラットフォームを含めた主要コンポーネンツは156の発展系だが、フロントサスペンションは147GTA、リアサスペンションは156スポーツワゴン用が基盤となっている。またフロントフェンダーは147GTAのものを、ドアやダッシュボード、シート等は147のデザインを採用している。

## エンジン
エンジンは基本的に156と共通である。エンジンのレイアウトと設計は同一だが、出力に若干差異があり、170 PSのディーゼルエンジンが利用可能で、V6エンジインの出力は156の250 PSから240 PSにわずかに下がっている。日本市場では2.0リットル直噴ガソリンエンジンと3.2リットルV型6気筒エンジン（2008年8月まで）が設定された。
- ガソリン
  - 1.8 L、直列4気筒、DOHC 16バルブ、ツインスパーク
  - 2.0 L、直列4気筒、DOHC 16バルブ、JTS直噴
  - 3.2 L、V型6気筒、DOHC 25バルブ、"Busso"
- ディーゼル
  - 1.9 L、ターボ直列4気筒、DOHC 16バルブ、JTD

| モデル   | エンジン | 排気量           | 最大出力                             | 最高トルク                      | 最高速度 | 0–100 km/h (62 mph) （秒） |
| -------- | -------- | ---------------- | ------------------------------------ | ------------------------------- | -------- | -------------------------- |
| 1.8 TS   | 直4      | 1.7 L (1,747 cc) | 140 PS (138 hp; 103 kW) @ 6,500 rpm  | 163 N⋅m (120 lb⋅ft) @ 3,900 rpm | 200 km/h | 10.6                       |
| 2.0 JTS  | 直4      | 2.0 L (1,970 cc) | 165 PS (163 hp; 121 kW) @ 6,400 rpm  | 206 N⋅m (152 lb⋅ft) @ 3,250 rpm | 216 km/h | 8.7                        |
| 3.2 V6   | V6       | 3.2 L (3,179 cc) | 240 PS (237 hp; 177 kW) a@ 6,200 rpm | 300 N⋅m (221 lb⋅ft) @ 4,800 rpm | 243 km/h | 6.7                        |
| 1.9 JTDm | 直4      | 1.9 L (1,910 cc) | 150 PS (148 hp; 110 kW) @ 4,000 rpm  | 305 N⋅m (225 lb⋅ft) @ 2,000 rpm | 209 km/h | 9.2                        |
| 1.9 JTDm | 直4      | 1.9 L (1,910 cc) | 170 PS (168 hp; 125 kW) @ 3,750 rpm  | 330 N⋅m (243 lb⋅ft) @ 2,000 rpm | 216 km/h | 8.2                        |

## グレード構成
日本では2004年6月より導入開始。デビュー当初のライナップはエンジンや装備の違いにより以下の3種類が用意された。
- 2.0JTSセレスピード - 2.0Lエンジンを積んだベースグレード。
- 2.0JTSセレスピード・エクスクルーシブ - 2.0JTSセレスピードの豪華装備版。
- 3.2V6 24V - 3.2リットルエンジンを積んだ最上級グレード。

変速機は直4モデルには5段セレスピード、V6モデルには6段MTが組み合わされた。なお、日本の純正仕様では、直4モデルは右ハンドル、V6モデルは左ハンドルのみの設定となっている。
上記3モデルを基軸に、以下の特別仕様車が限定販売等の手法により順次追加された。
- ディスティンクティブおよびプログレッション - 2.0JTSセレスピードをベースに内外装に手を加えた限定車。2004年11月追加。
- スポルティーバおよびコレッツィオーネ - 2.0JTSセレスピード」をベースに内外装に手を加えた限定車。2006年4月追加。
- スポルティーバIIおよびコレッツィオーネII - 2.0JTSセレスピード」をベースに内外装に手を加えた受注生産車。2008年3月追加。